# Blanchard (månekrater)
Blanchard er et nedslagskrater på Månen. Det befinder sig på Månens bagside, lige bag den sydvestlige rand, og det er opkaldt efter den franske opfinder Jean P.F. Blanchard (1753 – 1809).
Navnet blev officielt tildelt af den Internationale Astronomiske Union (IAU) i 1976. 
Før det blev omdøbt af IAU, hed dette krater "Arrhenius P". 

## Omgivelser
Blanchardkrateret ligger syd-sydvest for Arrheniuskrateret og nordvest for Pilâtrekrateret. Længere mod syd findes det forrevne terræn nord for den bjergomgivne slette Hausen.

## Karakteristika
Blanchards rand, der er nedslidt og afrundet, er lidt aflang i nordøstlig retning. Der er et brud i den nordvestlige rand, dannet af satellitkrateret "Blanchard P". De to kratere er næsten slået samme og deler den samme indre kraterbund. Resten af randen har adskillige andre brud, som er skabt af nedslag, især langs den sydøstlige side. Kraterbunden, som er noget bakket, har ingen central top eller bemærkelsesværdige landskabstræk.